# Rafał Omelko
Rafał Omelko (ur. 16 stycznia 1989 we Wrocławiu) – polski lekkoatleta, specjalizujący się w biegu na 400 metrów oraz biegu na 400 metrów przez płotki.

## Kariera sportowa
W 2008 roku był członkiem sztafety 4 × 400 metrów, która w Bydgoszczy zajęła piąte miejsce w mistrzostwach świata juniorów. Na mistrzostwach Europy w 2010 roku odpadł w eliminacjach biegu na 400 metrów przez płotki. Reprezentował Polskę w drużynowym czempionacie Starego Kontynentu.
Złoty (2016 i 2017) oraz brązowy (2014) medalista mistrzostw Polski seniorów w biegu na 400 metrów. Złoty (bieg na 400 m) oraz srebrny (sztafeta 4 × 400 metrów) medalista halowych mistrzostw Polski (2014), halowy wicemistrz kraju na 400 metrów (2015) oraz halowy złoty medalista halowych mistrzostw Polski (2017) w biegach na 200 i 400 metrów. Stawał na podium mistrzostw kraju w kategorii juniorów.
W 2014 zajął 2. miejsce w sztafecie 4 × 400 m na 22. Lekkoatletycznych Mistrzostwach Europy w Zurychu. 7 marca 2015 podczas halowych mistrzostw Europy w Pradze zajął 3. miejsce w biegu na 400 metrów, a dzień później zdobył srebrny medal w sztafecie 4 × 400 metrów. W tym samym roku wszedł w skład sztafety 4 × 400 metrów, która zdobyła brązowy medal podczas uniwersjady w Gwangju. Szósty zawodnik mistrzostw Europy w 2016 w biegu na 400 metrów oraz srebrny medalista w sztafecie 4 × 400 metrów. Na początku marca 2017 wraz z kolegami z reprezentacji zdobył złoty medal halowych mistrzostw Europy w Belgradzie w sztafecie 4 × 400 metrów, natomiast indywidualnie na tych samych zawodach wywalczył wicemistrzostwo Starego Kontynentu. W tym samym roku zawodnik wystartował na IAAF World Relays. Półfinalista i siódmy zawodnik odpowiednio w biegu na 400 oraz biegu rozstawnym 4 × 400 metrów podczas rozgrywanych w Londynie mistrzostwach świata (2017).
W 2018 biegł na drugiej zmianie polskiej sztafety 4 × 400 metrów, która triumfowała w halowych mistrzostwach świata i ustanowiła wynikiem 3:01,77 halowy rekord świata w tej konkurencji.
W kwietniu 2021 niespodziewanie ogłosił zakończenie kariery sportowej z powodów zdrowotnych.

## Rekordy życiowe
- bieg na 200 metrów – 20,61 s. (21 maja 2017, Łódź) – przy zbyt silnym wietrze +2,7 m/s[11]
- bieg na 300 metrów – 32,23 s. (28 czerwca 2017, Ostrawa)
- bieg na 300 metrów (hala) – 32,73 s. (14 lutego 2017, Ostrawa) – do 2018 r. nieoficjalny halowy rekord Polski[12]
- bieg na 400 metrów – 45,14 s. (7 lipca 2016, Amsterdam) – 6. wynik w historii polskiej lekkoatletyki[11]
- bieg na 400 metrów (hala) – 46,08 s. (4 marca 2017, Belgrad)
- bieg na 400 metrów przez płotki – 50,26 s. (6 września 2014, Kraków)

## Osiągnięcia
| Rok  | Impreza                                 | Miejsce        | Konkurencja                   | Pozycja              | Wynik   |
| ---- | --------------------------------------- | -------------- | ----------------------------- | -------------------- | ------- |
| 2008 | Mistrzostwa świata juniorów             | Bydgoszcz      | sztafeta 4 × 400 m            | 5. miejsce           | 3:08,65 |
| 2010 | Superliga drużynowych mistrzostw Europy | Bergen         | bieg na 400 m przez płotki    | 9. miejsce           | 52,70   |
| 2010 | Mistrzostwa Europy                      | Barcelona      | bieg na 400 m przez płotki    | eliminacje           | 52,54   |
| 2013 | Superliga drużynowych mistrzostw Europy | Gateshead      | sztafeta 4 × 400 m            | 3. miejsce           | 3:06,18 |
| 2013 | Uniwersjada                             | Kazań          | bieg na 400 m                 | 4. miejsce           | 45,69   |
| 2013 | Mistrzostwa świata                      | Moskwa         | sztafeta 4 × 400 m            | eliminacje           | 3:01,73 |
| 2014 | Halowe mistrzostwa świata               | Sopot          | bieg na 400 m                 | półfinał             | 46,94   |
| 2014 | Halowe mistrzostwa świata               | Sopot          | sztafeta 4 × 400 m            | 4. miejsce           | 3:04,39 |
| 2014 | Mistrzostwa Europy                      | Zurych         | bieg na 400 m                 | półfinał             | 46,69   |
| 2014 | Mistrzostwa Europy                      | Zurych         | sztafeta 4 × 400 m            | 3. miejsce           | 2:59,85 |
| 2015 | Halowe mistrzostwa Europy               | Praga          | bieg na 400 m                 | 3. miejsce           | 46,26   |
| 2015 | Halowe mistrzostwa Europy               | Praga          | sztafeta 4 × 400 m            | 2. miejsce           | 3:02,97 |
| 2015 | Superliga drużynowych mistrzostw Europy | Czeboksary     | sztafeta 4 × 400 m            | 3. miejsce           | 3:01,24 |
| 2015 | Uniwersjada                             | Gwangju        | bieg na 400 m                 | półfinał             | 46,62   |
| 2015 | Uniwersjada                             | Gwangju        | sztafeta 4 × 400 m            | 3. miejsce           | 3:07,77 |
| 2015 | Mistrzostwa świata                      | Pekin          | sztafeta 4 × 400 m            | eliminacje           | 3:00,72 |
| 2016 | Mistrzostwa Europy                      | Amsterdam      | bieg na 400 m                 | 6. miejsce           | 45,67   |
| 2016 | Mistrzostwa Europy                      | Amsterdam      | sztafeta 4 × 400 m            | 2. miejsce           | 3:01,18 |
| 2016 | Igrzyska olimpijskie                    | Rio de Janeiro | bieg na 400 m                 | półfinał             | 45,28   |
| 2016 | Igrzyska olimpijskie                    | Rio de Janeiro | sztafeta 4 × 400 m            | 7. miejsce           | 3:00,50 |
| 2017 | Halowe mistrzostwa Europy               | Belgrad        | bieg na 400 m                 | 2. miejsce           | 46,08   |
| 2017 | Halowe mistrzostwa Europy               | Belgrad        | sztafeta 4 × 400 m            | 1. miejsce           | 3:06,99 |
| 2017 | IAAF World Relays                       | Nassau         | sztafeta 4 × 200 m            | eliminacje           | 1:24,78 |
| 2017 | IAAF World Relays                       | Nassau         | sztafeta 4 × 400 m            | 3. miejsce (Finał B) | 3:07,89 |
| 2017 | IAAF World Relays                       | Nassau         | sztafeta 4 × 400 m (mieszana) | 4. miejsce           | 3:22,26 |
| 2017 | Superliga drużynowych mistrzostw Europy | Lille          | bieg na 400 m                 | 2. miejsce           | 45,53   |
| 2017 | Superliga drużynowych mistrzostw Europy | Lille          | sztafeta 4 × 400 m            | 4. miejsce           | 3:03,86 |
| 2017 | Mistrzostwa świata                      | Londyn         | bieg na 400 m                 | półfinał             | 45,37   |
| 2017 | Mistrzostwa świata                      | Londyn         | sztafeta 4 × 400 m            | 7. miejsce           | 3:01,59 |
| 2017 | Uniwersjada                             | Tajpej         | bieg na 400 m                 | 3. miejsce           | 45,56   |
| 2017 | Uniwersjada                             | Tajpej         | sztafeta 4 × 400 m            | eliminacje           | DNF     |
| 2018 | Halowe mistrzostwa Świata               | Birmingham     | bieg na 400 m                 | półfinał             | 46,39   |
| 2018 | Halowe mistrzostwa Świata               | Birmingham     | sztafeta 4 × 400 m            | 1. miejsce           | 3:01,77 |
| 2018 | Mistrzostwa Europy                      | Berlin         | sztafeta 4 × 400 m            | 5. miejsce           | 3:02,27 |
| 2019 | Halowe mistrzostwa Europy               | Glasgow        | sztafeta 4 × 400 m            | 4. miejsce           | 3:08,40 |
| 2019 | Superliga drużynowych mistrzostw Europy | Bydgoszcz      | bieg na 400 m                 | 4. miejsce           | 46,40   |
| 2019 | Superliga drużynowych mistrzostw Europy | Bydgoszcz      | sztafeta 4 × 400 m            | 3. miejsce           | 3:02,56 |
| 2019 | Mistrzostwa świata                      | Doha           | sztafeta 4 × 400 m (mieszana) | 5. miejsce           | 3:12,33 |

## Odznaczenia
- Złota Odznaka Honorowa Zasłużony dla Województwa Dolnośląskiego (2024)[13]